# جون دوان
جون دوان (بالإنجليزية: John Doan)‏ هو عازف الغيتار الكلاسيكي وعازف قيثارة وملحن وموسيقي أمريكي، ولد في 16 مايو 1951 في سانتا مونيكا في الولايات المتحدة.

## وصلات خارجية
- جون دوان على موقع ميوزك برينز (الإنجليزية)
- جون دوان على موقع ديسكوغز (الإنجليزية)